# Hurvínek vzduchoplavcem
Hurvínek vzduchoplavcem je český loutkový televizní seriál z roku 1993, který byl odvysílán v rámci Večerníčku v roce 1997. Jednalo se o volné pokračování seriálů Na návštěvě u Spejbla a Hurvínka z roku 1972 a Znovu u Spejbla a Hurvínka z roku 1974. Bylo natočeno 7 epizod po 8 minutách.

## Seznam dílů
1. Hurvínkovo kluziště
2. Cestovní horečka u Spejblů
3. Hurvínek a robot
4. Hurvínek vzduchoplavcem
5. Hurvínkův strašák
6. Stěhování u Spejblů
7. Hurvínek „Velké ucho“

## Další tvůrci
- Loutky vodili: Martin Klásek, Bohuslav Šulc, René Hájek, Michaela Cmíralová, Miroslav Černý
- Výtvarník: Dušan Soták, Naďa Sotáková